# 逆転送
逆転送（ぎゃくてんそう）とは、電話代行業者、秘書代行業者が行うサービス。

## 概要
自分のもっている携帯や固定電話の番号とは別に電話代行業者と契約して新しい電話番号を転送元として割り当て、その番号にかかってきた電話を指定した電話宛に転送するものである。

## 用途と問題点
サイドビジネスをこっそり行いたいといった要望や、短期のイベントの電話受付、ストーカー対策などのプライバシー保護に対応するものである。が、闇金融、特殊詐欺、内職商法、違法なビデオの販売元および消費者金融で借金するため架空の勤務先に仕立てるなどで悪用されることが非常に多い。闇金融や特殊詐欺犯は警察の摘発を恐れ、転送先の携帯電話番号として飛ばし携帯を活用する。
電話代行業者が提供する転送元電話番号の局番は03や06、0120などの任意の局番に対応しているため、連絡先が固定電話番号やフリーダイヤルの会社であったとしても、それだけで連絡先の実態を知ることは不可能である。

## その他
逆転送電話に電話をかけると「フリーコールにおつなぎします」というメッセージが流れることがある。これは転送していることを示している。転送にかかる通話料は依頼者負担となる。このため逆転送電話に冷やかしの長電話をかけると、通話相手が「電話料金がかかるので困る」と本音をもらすこともある。